# Les Arnis
Le Ruisseau de Noncesse ou les Arnis ou le ruisseau des Arnis est un cours d'eau du département de la Haute-Garonne, en ancienne région Midi-Pyrénées, donc en nouvelle région Occitanie, et un affluent droit de l'Hers-Mort, donc un sous-affluent de la Garonne. 

## Géographie

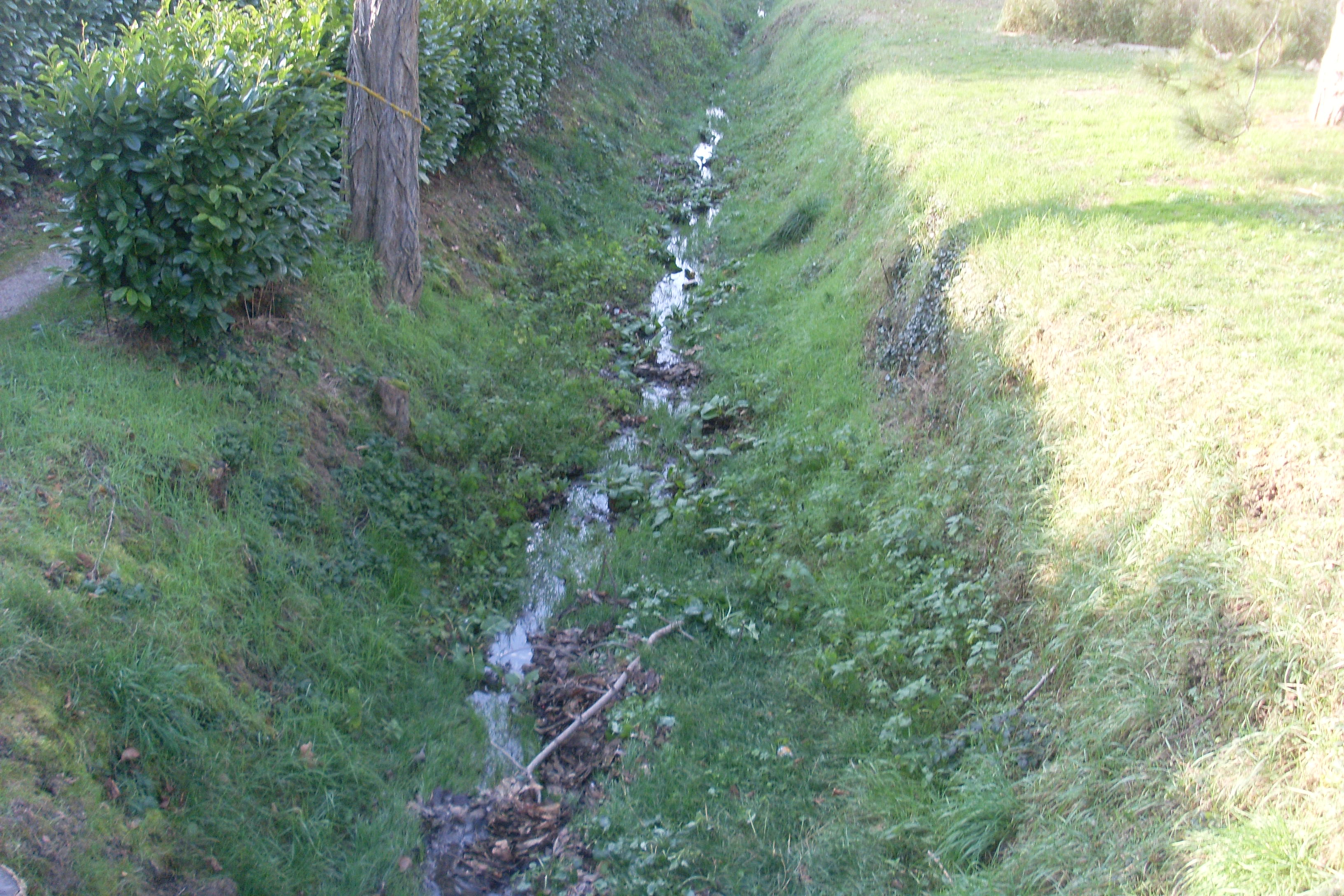
Les Arnis à Balma.

De 5,6 km de longueur, il prend sa source sur la commune de Flourens, à 200 m d'altitude, et s'appelle ruisseau de Noncesse en partie haute
Il coule globalement de l'est vers l'ouest.
Le ruisseau des Arnis conflue en rive droite dans le Hers-Mort à Balma, à 140 m d'altitude, à côté de l'échangeur numéro 17 de Lasbordes sur l'autoroute française A61 et juste au nord de l'Aérodrome de Toulouse - Lasbordes.

### Communes et cantons traversés
Dans le seul département de la Haute Garonne, le ruisseau de Noncesse traverse les deux communes suivantes, de l'amont vers l'aval, de Flourens (source) et Balma (confluence).
Soit en termes de cantons, le ruisseau des Arnis prend source et conflue dans le même canton de Toulouse-10, dans l'arrondissement de Toulouse.

### Bassin versant
Le ruisseau de Noncesse traverse une seule zone hydrographique L'Hers Mort du confluent de la Marcaissonne au confluent de la Sausse (O227) de 779 km2 de superficie.

## Affluents
Le ruisseau de Noncesse a un seul affluent référencé. Donc son rang de Strahler est de deux.